# Johann Matthäus Bechstein
Johann Matthäus Bechstein (Waltershausen, 11 luglio 1757 – Dreißigacker, 23 febbraio 1822) è stato un etologo, ornitologo e botanico tedesco, fra i primi ad interessarsi della conservazione della natura.

## Opere
- Wolfgang Heinrich: Johann Matthäus Bechstein (1757–1822) und die Orchideen. 2005.
- Eberhard Mey: Johann Matthäus Bechstein (1757–1822). Rudolst. Naturhist. Schr. 11, 2003.
- Rudolf Möller: Johann Matthäus Bechstein (1757–1822) - eine Skizze seines Lebens und Schaffens. Anz. Ver. Thür. Orn. 4, 2002.
- Wolfgang Pfauch: Johann Matthäus Bechstein 1757–1822. Leben und Schaffen. Kleinhampl, Erfurt 1998, ISBN 3-933956-00-5
- Roland Tittel: Johann Matthäus Bechsteins neue Vogelarten. Abh. Ber. Mus. Natur Gotha 22, 2002.

## Taxa classificati
| Bechst. è l'abbreviazione standard utilizzata per le piante descritte da Johann Matthäus Bechstein. Consulta l'elenco delle piante assegnate a questo autore dall'IPNI. |

| Bechstein è l'abbreviazione standard utilizzata per le specie animali descritte da Johann Matthäus Bechstein. Categoria:Taxa classificati da Johann Matthäus Bechstein |